# Bavoryně

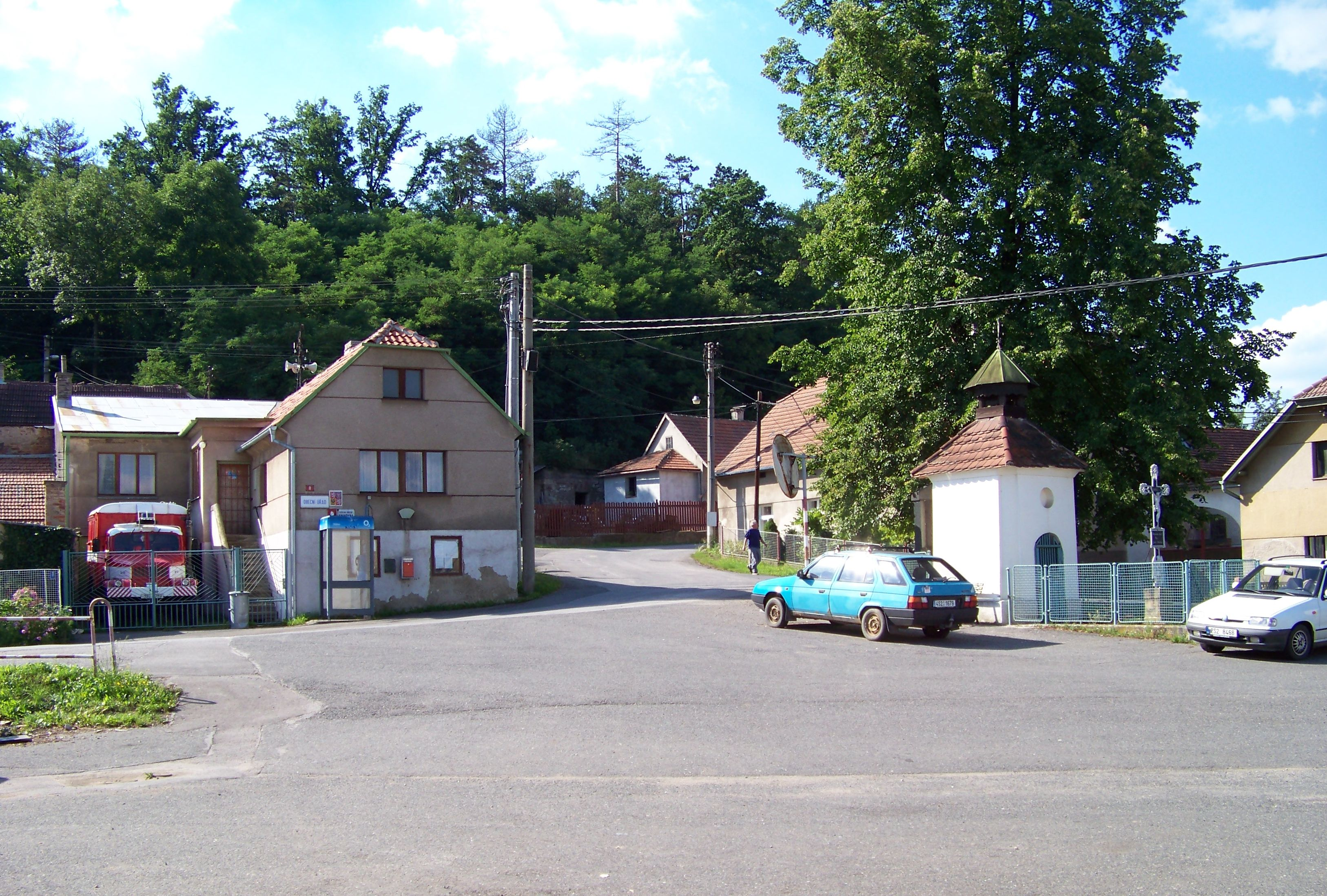
Dorfplatz mit Kapelle

Bavoryně (deutsch Baborin) ist eine Gemeinde in Tschechien. Sie liegt zwei Kilometer südwestlich von Zdice und gehört zum Okres Beroun.

## Geographie
Bavoryně befindet sich an der Einmündung des Stroupinský potok in den Červený potok im Tal zwischen dem Pürglitzer Bergland und dem Brdy. Nördlich des Dorfes verläuft die Trasse der Autobahn D 5, der Ort liegt direkt an der Abfahrt 28 Bavoryně. Die Bahnstrecke Praha–Plzeň
umfährt auf ihrem Abschnitt zwischen Beroun und Rokycany den Ort Bavoryně östlich, die nächste Bahnstation liegt in Stašov.
Nachbarorte sind Knížkovice im Norden, Zdice im Nordosten, Chodouň im Osten, Libomyšl im Südosten, Stašov im Süden, Chlustina im Südosten sowie Hředle im Nordosten.

## Geschichte
Die erste urkundliche Erwähnung von Bavoryně erfolgte im Jahre 1088, als Vratislav II. das Dorf dem Prager Kapitel überließ. Tobias von Bechin gab das Dorf 1294 im Zuge eines Tausches an Wenzel II. ab, der es 1302 der Königsstadt Beroun schenkte.
1456 war Jan Dobrouk von Litomyšl Besitzer des Dorfes. Bis 1533 gehörte es Peter von Wamberg, dann Karl von Svárov. 1544 erwarb Nikolaus von Říčany Bavoryně, ihm folgte Jan Lobkowicz. Später gehörte das Dorf zur Herrschaft Chodouň. Nach der Aufhebung der Patrimonialherrschaften im Jahre 1848 wurde Bavoryně ein Ortsteil von Zdice und 1889 wurde es selbständig. 1922 erfolgte als Gegenmaßnahme zur Wirtschaftskrise der zweigleisige Ausbau der Eisenbahn von Prag nach Pilsen. Im Jahre 1933 erfolgte die Regulierung des Červený potok.
Nach dem Zweiten Weltkrieg verlor der Ort bis 1948 91 seiner Einwohner, die in die durch die Vertreibung entvölkerten Grenzgebiete zogen. Im Jahre 1954 entstand die stählerne Brücke über den Červený potok. 1975 wurde Bavoryně nach Zdice eingemeindet. 1985 begannen die Bauarbeiten zur Verlegung der Straße und der Eisenbahnbrücke für den Bau der Autobahn Prag-Bavoryně. Sechs Jahre später wurde mit dem Bau des Abschnittes Bavoryně–Rozvadov begonnen. Am 25. Juni 1993 suchte ein Hochwasser das Dorf heim.

## Ortsgliederung
Die Gemeinde Bavoryně besteht aus den Ortsteilen Bavoryně, Na Lhotkách, Pod Průhony, Průmyslová zóna und U Vodojemu.

## Sehenswürdigkeiten
- Kapelle am Dorfplatz